# Bölcske megállóhely
Bölcske megállóhely egy Tolna vármegyei megállóhely, melyet a MÁV üzemeltet Bölcske településen.
A község központjától mintegy 3 kilométerre, nyugatra helyezkedik el, közúti megközelítését az 5111-es útból kiágazó 51 362-es számú mellékút (települési nevén Paksi utca / Vasút utca) biztosítja.
Jelenleg nincs személyforgalom.

## Vasútvonalak
A megállóhelyet az alábbi vasútvonalak érintik:
- Pusztaszabolcs–Paks-vasútvonal

## Kapcsolódó állomások
A vasúti megállóhelyhez az alábbi állomások vannak a legközelebb:
- Dunaföldvár vasútállomás (Pusztaszabolcs vasútállomás, Pusztaszabolcs–Paks-vasútvonal)
- Dunakömlőd megállóhely (Paks vasútállomás, Pusztaszabolcs–Paks-vasútvonal)

## Forgalom
A megállóhelyen és az azt érintő vasútvonal egy szakaszán a személyszállítás 2009. december 13-án leállt.